# Церква святого Архістратига Михаїла (Білозірка)
Церква святого Архістратига Михаїла в Білозірці — культова споруда, православний парафіяльний храм (ПЦУ), пам'ятка архітектури місцевого значення в селі Білозірка Кременецького району Тернопільської области.

## Історія церкви
Церква, збудована у 1735 році, є дерев'яним храмом з такою ж дзвіницею.
19 вересня 1909 року новий храм освятив єпископ Кременецький Никін.
У 1936—1938 роках за служіння священника Кішовського храм було розписано, а в 1981—1983 роках розпис відреставрував Григорій Трохимчук.
У 2005 році проведено капітальний ремонт і реставрацію церкви, виготовлено новий престол, а стіни розмальовано ликами святих і цитатами зі Святого Письма.
У 2008 році під час вечірньої служби на фресці молитви Спасителя в Гетсиманському саду з’явився відблиск світла у вигляді свічки перед Ісусом Христом.
9 серпня 2009 року відбулося урочисте богослужіння з нагоди 100-річчя храму за участі священників Григорія Хом'яка, Анатолія Довгалюка та священників з сусідніх сіл.
На церковному подвір'ї знаходяться дві каплички-гробниці, одна з яких була збудована на початку XX століття родиною Митрофанових.

## Парохи
- о. Степан Петлюк
- о. Олексій Філюк — нині.